# Krensdorf
Krensdorf è un comune austriaco di 626 abitanti nel distretto di Mattersburg, in Burgenland.